# ازضوض (آيت إسحاق)
ازضوض هي إحدى مشيخات المملكة المغربية، تتبع جغرافيا لإقليم خنيفرة وإداريًا لآيت إسحاق. يقدر عدد سكانها بـ 1342 نسمة حسب الإحصاء الرسمي للسكان والسكنى لسنة 2004.